# Християнсько-демократична партія
Християнсько-демократична партія, ХДП — результат проголошення «Rerum Novarum» Папою Римським для започаткування нової соціальної доктрину Церкви. Для її реалізації заснував громадський рух, що одержав назву «християнська демократія».

## Перелік
- Християнсько-демократична партія (Норвегія)
- Християнсько-демократична партія (Італія)
- Християнсько-демократична партія (Чилі)
- Християнсько-демократична партія Албанії
- Християнсько-демократична партія (Швеція)
- Християнсько-демократична партія України
- Християнсько-демократична партія Гватемали
- Християнсько-демократична народна партія (Угорщина)
- Християнсько-демократична народна партія (Молдова)
- Християнсько-демократична народна партія (Швейцарія)